# Zamek w Loulé
Zamek w Loulé (port: Castelo de Loulé) – średniowieczny zamek w miejscowości Loulé, w regionie Algarve (Dystrykt Faro), w Portugalii.
Historia zamku sięga czasów rzymskich, kiedy to na tym terenie Rzymianie utworzyli lokalne castro około II w i przemienili w wojskowy fort i centrum polityczno-administracyjne.
W 715 miejsce to zostało przejęte przez Maurów.
Budynek jest klasyfikowany jako Pomnik Narodowy od 1924.